# Люблино (станция метро)
«Люблино́» — станция Московского метрополитена, расположена на Люблинско-Дмитровской линии между станциями «Волжская» и «Братиславская». Открыта 25 декабря 1996 года в составе участка «Волжская» — «Марьино». Названа по одноимённому району.

## История
Станция открыта 25 декабря 1996 года в составе участка «Волжская» — «Марьино», после ввода в эксплуатацию которого в Московском метрополитене стало 160 станций.
14 февраля 2021 года в честь Дня святого Валентина руководство Московского метрополитена временно переименовало станцию во «Влюблино».
В конце 2021 года станция обрела некоторую популярность благодаря интернет-мему «Москва. Метро Люблино. Работаем», появившемуся в ноябре того же года.

## Архитектура и оформление
Станция односводчатая, мелкого заложения (глубина — 8 м), сооружена из монолитного железобетона по типовому проекту. Свод поднимается вверх и образует сплошную нишу, в которой находятся светильники. В конце зала свод спускается к декоративным стеновым элементам. Порталы в торцах станционного зала выполнены в виде занавесок, над ними располагаются барельефы в честь праздника 850-летия Москвы с гербом Москвы с одной стороны и изображением Храма Христа Спасителя с другой. В основе станции — тема архитектуры города работы А. Н. Бурганова. Путевые стены станции выложены мрамором, пол — мрамором и гранитом разных цветов.

## Вестибюли
Выход в город осуществляется по лестницам на Краснодарскую и Совхозную улицы, к Белореченской и Новороссийской улицам, к торговому центру «Москва» через северный подземный вестибюль и на Совхозную улицу и к улице Судакова через южный подземный вестибюль.

## Путевое развитие
За станцией расположен однопутный оборотный тупик для ночного отстоя составов, а также для оборота в экстренных ситуациях. Построен потому, что изначально станция планировалась как конечная, однако впоследствии первая очередь линии была достроена только до станции «Волжская».

## Пассажиропоток
По состоянию на 2002 год пассажиропоток[уточнить] станции «Люблино» составил 40,8 тысячи человек. В настоящее время[когда?] «Люблино» — одна из самых загруженных станций на Люблинско-Дмитровской линии. Это связано с тем, что район Люблино обслуживается только этой станцией.

## Наземный общественный транспорт

### Городской
На этой станции можно пересесть на следующие маршруты городского пассажирского транспорта:
- Автобусы: 30, 35, 54, 201, 228, 242, 530, 551, 657, 658, 708, с724, с744, 770, н5

### Областной
Автобусы:
- № 305 — м. «Люблино» — Капотня — Площадь Святителя Николая (г. Дзержинский)
- № 954 — до ТРК «MEGA Белая дача»

Маршрутные такси:
- до г. Лыткарино — № 518;
- до г. Люберцы — № 315, 553

Также от данной станции отправляются бесплатные автобусы до торгового комплекса «Садовод».

## Галерея
| - Зал станции - Посадочная платформа - Прибытие поезда - Название на путевой стене - Выход в город |

## Станция в цифрах
- Таблица времени прохождения первого поезда через станцию[11]:

| По чётным числам                  | Будние дни | Выходные дни |
| По нечётным числам                | Будние дни | Выходные дни |
| В сторону станции «Волжская»      | 05:45:00   | 05:40:00     |
| В сторону станции «Волжская»      | 05:40:00   | 05:40:00     |
| В сторону станции «Братиславская» | 05:55:00   | 05:59:00     |
| В сторону станции «Братиславская» | 05:58:00   | 05:59:00     |